# Frederick W. Case
Frederick W. Case (1927) es un profesor y botánico estadounidense, quien con su última esposa Roberta, fueron expedicionarios botánicos por cuatro décadas. Es un especialista en el género Trillium.
Durante muchos años, Case fue un investigador adjunto en el Jardín Botánico de la Universidad de Míchigan. Ya jubilado, continúa enseñando periódicamente sobre trillias y otras flores, es miembro del Comité Asesor Técnico de Míchigan de Especies Amenazadas y en Peligro de Extinción de Flora, y es un estudioso en el Instituto de Ciencia de Cranbrook.

## Algunas publicaciones

### Libros
- 1964. Orchids of the western Great Lakes region. Volumen 48 de Bulletin. Ed. Cranbrook Institute of Science. 147 pp.
- frederick w. Case, roberta b. Case. 1997. Trilliums. Ed. Timber Press. 285 pp. ISBN 0881923745 en línea
- james r. Wells, frederick w. Case, t. lawrence Mellichamp. 1999. Wildflowers of the Western Great Lakes Region. Volumen 63 de Bulletin (Cranbrook Institute of Science). 288 pp. ISBN 0877370427

## Honores
- Sociedad Estadounidense de Taxónomos Vegetales: Galardón Peter H. Raven Scientific Outreach
- Galardón Arthur Hoyt Scott Garden & Horticultural

- La abreviatura «Case» se emplea para indicar a Frederick W. Case como autoridad en la descripción y clasificación científica de los vegetales.[1]